# Beauty and the Beast (trilha sonora)
Beauty and the Beast: Original Motion Picture Soundtrack é a trilha sonora original do filme Beauty and the Beast. As músicas foram compostas por Alan Menken; com letras de Howard Ashman.
O álbum ganhou o Oscar de melhor banda sonora, o Globo de Ouro de melhor banda sonora e o Grammy Award pela melhor composição instrumental para filme ou para televisão. Também foi indicada ao BAFTA Award por melhor canção original em um filme (perdendo para a trilha sonora de Strictly Ballroom).
Em 2001, a trilha sonora foi re-lançada como uma "Edição Especial" para coincidir com o re-lançamento do longa em IMAX. Ela foi novamente re-lançada em Outubro de 2010 como a trilha sonora "Edição Diamante", para coincidir com a Edição Diamante do filme em Blu-ray e DVD. Essa edição possui a versão da música "Beauty and the Beast" cantada por Jordin Sparks.
No Brasil foi lançado em 1991 pela Natasha Records, tendo a mesma edição relançada em 2002 pela Warner Music Brasil. Em 2012 uma nova edição foi lançada no Brasil nos formatos de CD e download digital pela Walt Disney Records.

## Lista de faixas

### Edição original
Todas as letras escritas por Howard Ashman, todas as músicas compostas por Alan Menken.
| N.º | Título                        | Interpretada por | Duração |  |
| 1.  | "Prologue"                    | |         |  |
| 2.  | "Belle"                       | Jesse Corti, Paige O'Hara, Richard White & Coro                                                                                    |         |  |
| 3.  | "Belle" (reprise)             | Paige O'Hara |         |  |
| 4.  | "Gaston"                      | Jesse Corti, Richard White & Coro                                                                                                  |         |  |
| 5.  | "Gaston" (reprise)            | Jesse Corti, Richard White & Coro                                                                                                  |         |  |
| 6.  | "Be Our Guest"                | Angela Lansbury, Jerry Orbach & Coro                                                                                               |         |  |
| 7.  | "Something There"             | Angela Lansbury, David Ogden Stiers, Jerry Orbach, Paige O'Hara, Robby Benson                                                      |         |  |
| 8.  | "Human Again"                 | Angela Lansbury, David Ogden Stiers, Jerry Orbach, Jo Anne Worley & Coro                                                           |         |  |
| 9.  | "The Mob Song"                | Angela Lansbury, David Ogden Stiers, Jerry Orbach, Kimmy Robertson, Paige O'Hara, Rex Everhart, Richard White, Robby Benson & Coro |         |  |
| 10. | "Beauty and the Beast"        | Angela Lansbury |         |  |
| 11. | "To the Fair"                 | |         |  |
| 12. | "West Wing"                   | |         |  |
| 13. | "The Beast Lets Belle Go"     | |         |  |
| 14. | "Battle on the Tower"         | |         |  |
| 15. | "Transformation"              | |         |  |
| 16. | "Beauty and the Beast" (duet) | Céline Dion & Peabo Bryson |         |  |

| Faixas bônus edição especial de 2001 |                                           |                            |         |  |
| N.º                                  | Título                                    | Interpretada por           | Duração |  |
| 16.                                  | "Be Our Guest" (demo)                     | Ashman                     |         |  |
| 17.                                  | "Beauty and the Beast" (Work Tape & Demo) | Menken & Ashman            |         |  |
| 18.                                  | "Beauty and the Beast"                    | Céline Dion & Peabo Bryson |         |  |
| 19.                                  | "Death of the Beast" (score)              |                            |         |  |

| Faixa bônus da edição de 2010 |                        |                  |         |  |
| N.º                           | Título                 | Interpretada por | Duração |  |
| 16.                           | "Beauty and the Beast" | Jordin Sparks    |         |  |

### Edição brasileira
| N.º | Título                       | Interpretada por                                                       | Duração |  |
| 1.  | "Prólogo"                    | Márcio Seixas (narração)                                               |         |  |
| 2.  | "Bela"                       | Ju Cassou                                                              |         |  |
| 3.  | "Bela" (reprise)             | Ju Cassou                                                              |         |  |
| 4.  | "Gaston"                     | Mauricio Luz & Pedro Lopes                                             |         |  |
| 5.  | "Gaston" (reprise)           | Mauricio Luz & Pedro Lopes                                             |         |  |
| 6.  | "Seja Nossa Convidada"       | Ivon Curi                                                              |         |  |
| 7.  | "Alguma Coisa Acontece"      | Garcia Junior, Isaac Schneider, Ivon Curi, Ju Cassou & Miriam Peracchi |         |  |
| 8.  | "Humano Outra Vez"           | Geisa Vidal, Isaac Schneider, Mauro Ramos & Miriam Peracchi            |         |  |
| 9.  | "Canção da Multidão"         | Mauricio Luz                                                           |         |  |
| 10. | "A Bela e a Fera"            | Miriam Peracchi                                                        |         |  |
| 11. | "Para Bela"                  |                                                                        |         |  |
| 12. | "Ala Leste"                  |                                                                        |         |  |
| 13. | "A Fera Deixa a Bela Partir" |                                                                        |         |  |
| 14. | "Luta Na Torre"              |                                                                        |         |  |
| 15. | "Transformação"              |                                                                        |         |  |
| 16. | "A Bela e a Fera" (dueto)    | Ju Cassou & Marcelo Coutinho                                           |         |  |

## Certificações
| País                  | Certificação | Vendas/Cópias |
| --------------------- | ------------ | ------------- |
| Estados Unidos (RIAA) | 3× Platina   | 3.000.000     |